# Cloacina
Cloacina, av latinska cloaca (kloak), gudinna i romersk mytologi som härskade över det gamla Roms avloppssystem.